# Golgoi
Golgoi är en fornlämning i Cypern.   Den ligger i distriktet Eparchía Lárnakas, i den östra delen av landet, 20 km sydost om huvudstaden Nicosia. Golgoi ligger 138 meter över havet. Den ligger på ön Cypern.
Terrängen runt Golgoi är huvudsakligen platt, men söderut är den kuperad.Trakten runt Golgoi är ganska tätbefolkad, med 67 invånare per kvadratkilometer. Närmaste större samhälle är Larnaca, 17,5 km söder om Golgoi. Trakten runt Golgoi består till största delen av jordbruksmark.